# Euscaphis
Euscaphis er en lille slægt med ca. 10 arter, som er udbredt i Østasien. Andre sytemer anser dog slægten for at være monotypisk, sådan at den kun består af én art, Euscaphis japonica. Se slægtsbeskrivelsen dér.
| Arter |

- Euscaphis chinensis
- Euscaphis fukienensis
- Euscaphis japonica
- Euscaphis konishii
- Euscaphis saponica
- Euscaphis simplicifolia
- Euscaphis staphyleoides
- Euscaphis tonkinensis

## Note
1. ↑  Zipcodezoo: Euscaphis Arkiveret 26. august 2009 hos  Wayback Machine (engelsk)
2. ↑  Germplasm Resources Information Network: Genus Euscaphis (engelsk)